# Ogólnopolski Przegląd Medyczny
Ogólnopolski Przegląd Medyczny (OPM) – miesięcznik skierowany do menedżerów ochrony zdrowia i lekarzy. Ukazuje się od 1992 roku. Wydawany jest przez Elamed Media Group – wydawnictwo specjalizujące się w prasie branżowej. Czasopismo porusza zagadnienia związane z nowoczesnymi technikami i technologiami stosowanymi w medycynie, a także kwestie dotyczące zarządzania, finansów, prawa oraz informatyzacji i komunikacji w ochronie zdrowia.